# Baptistin Poujoulat
Baptistin Poujoulat (n. 8 noiembrie 1809, La Fare⁠(d), Provence-Alpes-Côte d'Azur, Franța – d. 1 iunie 1864, Aix, Franța) este un istoric francez, autor al mai multor lucrări de istorie a Orientului Apropiat. 

## Biografie
El este fratele mai mic al istoricului Jean-Joseph-François Poujoulat (colaborator al lui Joseph-François Michaud), care l-a trimis în Orient în 1836 pentru a căuta noi informații cu privire la cruciade. Voyage dans l’Asie mineure en Mésopotamie, à Palmyre, en Syrie en Palestine et en Égypte adună scrisorile pe care le-a trimis lui Michaud și fratelui său.
S-a căsătorit cu Louise Aux Cousteaux de Margerie, nepoata omului politic Durand Borel de Brétizel.

## Lucrări
- Voyage dans l’Asie mineure en Mésopotamie, à Palmire, en Syrie en Palestine et en Egypte. Paris Ducollet 1840-41
- Récits et Souvenirs d'un voyage en Orient, ed. a V-a, A. Mame et Cie, Tours, 1859
- Richard Cœur de Lion, duc d'Aquitaine et de Normandie, roi d'Angleterre
- Études africaines. Récits et pensées d'un voyageur (sur l’Algérie)
- Charles Ier et le Parlement
- Histoire de la conquête et de l'occupation de Constantinople par les latins
- Histoire de Constantinople comprenant le Bas-Empire et l'empire ottoman
- Histoire des papes depuis saint Pierre jusqu'à la formation du pouvoir temporel suivie d'un aperçu historique de la question romaine, 1848-1862
- La vérité sur la Syrie et l'expédition française, 1861